# Vincent Lübeck
Vincent Lübeck, född i september 1654 i Padingbüttel, död den 9 februari 1740 i Hamburg, var en tysk barockkompositör. Lübecks verk är stilistiskt besläktade med Dietrich Buxtehudes och var knuten till den nordtyska orgelskolan. Han komponerade kantater och verk för orgel och cembalo.
Lübecks far, som även han hette Vincent, var organist i Nordtyskland. Han sände sin son till Flensburg för musikstudier, där Lübeck bland andra hade Caspar Förckelrath och Andreas Kneller som lärare i orgelspel. 
1674 blev han organist i Sankt Cosmas-kyrkan i det då svenska Stade. Från 1679 hade han där en orgel av den berömde orgelbyggaren Arp Schnitger, med vilken Lübeck inledde en livslång vänskap. I Stade förvärvade Lübeck ett högt anseende som organist, kompositör och pedagog, vilket ledde till att han 1702 kallades till Nikolaikyrkan i Hamburg. Där stod Schnitgers största orgel till hans förfogande, ansedd som en av de mest betydande och skönaste orglarna i världen, som dock i maj 1842 föll offer för den stora branden i Hamburg.
Hans söner Peter Paul Lübeck (född 1680) och Vincent Lübeck junior (född 1684), som han likaså undervisade i orgelspel, blev även de kompositörer, men uppnådde aldrig faderns ryktbarhet. Bland hans lärjungar kan nämnas Christian Heinrich Postel och Michael Johann Friedrich Wiedeburg. Vid ett besök i Hamburg hörde Johann Sebastian Bach såväl Lübecks orgelspel som Johann Adam Reinckens, och bådas inflytande på Bachs tidiga orgelverk är välbelagt.
Lübeck förblev, på ålderdomen hjälpt av sina söner, till sin död organist i Sankt Nikolai.

## Eftermäle
Asteroiden 5108 Lübeck är uppkallad efter honom.

## Verk (i urval)
- Willkommen, süßer Bräutigam (kantat)
- Gott wie dein Nahme
- Es ist ein grosser Gewinn, wer gottselig ist
- Ich hab hie wenig guter Tag
- Ich ruf zu dir, Herr Jesu Christ
- Hilf deinem Volk

Orgelverk:
- Praeambulum in c
- Praeambulum in E
- Praeambulum in F
- Praeambulum in G
- Praeludium in C
- Praeludium in d
- Praeludium in g
- Ich ruf zu dir, Herr Jesu Christ
- Nun lasst uns Gott, dem Herren